# Stylopage cephalote
Stylopage cephalote är en svampart som beskrevs av Drechsler 1938. Stylopage cephalote ingår i släktet Stylopage och familjen Zoopagaceae.   Inga underarter finns listade i Catalogue of Life.